# Poligono Olimpico (Roma)
Il Poligono Olimpico è un impianto sportivo di Roma, realizzato per i Giochi della XVII Olimpiade disputati a Roma nel 1960. L'impianto fu costruito per ospitare le prove di pistola 25 m, pistola 50 m, carabina 50 m a terra e carabina 50 m tre posizioni di tiro e le prove di tiro individuale e a squadre di Pentathlon moderno.